# Ефремово-Зыково
Ефремово-Зыково — село в Пономарёвском районе Оренбургской области. Административный центр Ефремово-Зыковского сельсовета. По данным переписи 2010 года в селе проживает 345 человек.
Село расположено на правом берегу реки Садак, в 18 км от райцентра и в 238 км от областного центра.

## История
Село основано в 1813 году партией государственных крестьян Рязанской губернии во главе с поверенным Ефремом Зыковым.
В 1815 году проживало 160 человек. В 1823 году село стало называться Ефремово-Зыково, в честь основателя.
Первыми переселенцами были крестьяне по фамилии Мясниковы, Милосердовы, Чариковы.
В 1877 году в селе Ефремово-Зыково образовалась первая приходская школа. В 1912 году была построена церковь.
В 1930 году церковь закрыли на основании телеграммы Самарского крайисполкома. На карте 1926 г. - Ефремо-Зыково. 